# Sistem digital
Un sistem se numește sistem digital atunci când pentru prelucrarea de informații (numere și simboluri nenumerice) el folosește la reprezentarea acestora valori discrete în amplitudine și în timp, în contrast cu un sistem analogic, în care informațiile de prelucrat sunt reprezentate prin valori continue, nediscrete, tranzitorii în amplitudine și în timp, eventual situate între un minimum și un maximum. Într-un sistem digital valorile discrete pot fi reprezentate de exemplu prin câteva (cel puțin două) nivele de tensiune electrică continuă diferite, prestabilite. Prelucrarea informațiilor poate cuprinde înregistrarea, modificarea, transmiterea, stocarea sau afișarea acestora pe dispozitive tehnice corespunzătoare.
Cuvântul digital=„de deget” este un adjectiv echivalent în tehnica informațiilor cu cuvântul "numeric". Provine din latină, unde digitus înseamnă deget (pentru numărare omul și-a folosit dintotdeauna degetele).
Tehnicile digitale sunt folosite în special în electronică și la computere. Aici informația din lumea reală este convertită la forma numerică binară, așa cum se întâmplă în domeniile de audio digital, fotografie digitală și multe altele. De obicei codificarea digitală este următoarea: un 0 când semnalul lipsește (tensiunea este nulă), și un 1 când semnalul e prezent.

## Toleranța la zgomotele digitale
La prelucrarea și transmiterea semnalelor și a datelor apar de obicei "zgomote" nedorite, care le pot falsifica parțial sau chiar și total. Cauzele acestor zgomote pot fi multiple: interferența undelor radio cu alte surse sau cu fondul radio al universului, interferențe sau inacuratețe electrice, variația rezistenței de-a lungul firelor electrice, variații de temperatură ale mediului de transmisie și altele. 
La sistemele și semnalele analogice zgomotele nu pot fi distinse cu ușurință de semnalul util, astfel apărând distorsiuni nedorite ale acestuia.
Marele avantaj al semnalelor digitale este faptul că abateri moderate de la semnalul teoretic pot fi corectate cu ușurință: să presupunem că un sistem folosește pentru valorile digitale 0 și 1 tensiunile electrice de +1 V și +5 V. În acest exemplu, o măsurare sau „citire” a semnalului receptat care a produs de exemplu valorile: +1,4___+1,8___+4,7___+6,0___-0,2 V poate ușor fi corectată prin rotunjiri până la valorile standard de 1___1___5___5___1 V, și deci semnalul digital receptat, format din 5 biți, va fi 0___0___1___1___0.
Chiar dacă prima măsurătoare ar fi produs, în loc de +1,4 V, de exemplu +2,3 V (datorită unor zgomote digitale și mai puternice), rotunjirea acesteia ar fi trebuit făcută tot în jos la 1 V, și aceasta nu ar fi influențat rezultatul final 0___0___1___1___0. În acest exemplu, abia o măsurare de peste 3 V trebuie rotunjită în sus la 5 V, falsificând semnalul receptat. Metoda digitală este deci foarte tolerantă la eventuale inexactități la transmiterea semnalului.

## Sisteme digitale de-a lungul istoriei
Deși în general semnalele digitale se asociază cu sistemele electronice digitale binare, utilizate "en masse" la calculatoare și în electronica de azi, există sisteme digitale străvechi, fără a fi electronice sau binare:
- Abacul e un calculator digital (numeric), care pentru reprezentarea numerelor folosește mărgele pe sârmă, dar nu în orice poziție (nu în mod analogic).
- Rugul de lemne care ard sau nu ard. În general semnalele de fum sunt unul din cele mai vechi mijloace  de comunicare la distanțe mari ale omenirii. Fumul este modulat prin acoperire/descoperire cu o pătură, generând astfel un semnal digital, eventual binar, care poate transmite o informație la distanțe de câțiva km printr-un cod prestabilit, de exemplu fum-fum-pauză-fum ar putea însemna "vine ploaia".
- Acidul dezoxiribonucleic (ADN) din fiecare moleculă la plante și animale este o secvență lungă (cu miliarde de membri) de 4 "cifre" numite adenină, citozină, guanină și timină, practic văzut un sistem de numărare cu baza 4. Fiecare din aceste "cifre" este de fapt o moleculă organică numită și nucleotid. ADN-ul este cel mai important dintre sistemele de transmisie a informației genetice la generațiile următoare.
- Alfabetul Morse folosește 6 stări (sau "cifre"): punct, linie, spațiu oarecare, spațiu scurt, spațiu mediu și spațiu lung. Mediul folosit poate fi de ex. sunetul, lumina sau curentul electric.
- Alfabetul Braille prezintă ridicături în grosimea hârtiei; a fost inventat pentru ca și orbii să poată citi (prin pipăirea hârtiei). A fost primul sistem binar de reprezentare a literelor.
- Semnalizarea prin semafoare folosește lumini sau și steaguri ținute în diverse poziții pentru reprezentarea literelor. Se folosea îndeosebi în marină pentru comunicarea la distanțe relativ mici între două ambarcațiuni.
- Și stopurile de circulație rutieră și feroviară sunt sisteme de semnalizare digitală, codificată prin 3 culori (roșu, galben și verde).
- O invenție mai recentă este modemul, care transformă semnalul digital sau informația digitală de transmis într-o secvență de pulsuri sonore analogice ce pot fi transmise pe linii telefonice obișnuite, pulsuri care corespund codului de transmisie folosit și de sursa, și de destinația comunicației. La destinație tot un modem poate transforma înapoi pulsurile sonore în semnalul digital inițial.